# Anna Osceola
Pour les articles homonymes, voir Anna et Osceola.
Anna Osceola, née le 8 avril 1988 à Cambridge au Massachusetts, est une actrice américaine.

## Filmographie
- 2007 : Not Another High School Show (téléfilm) : Charlie
- 2008 : Conspiracy
- 2008 : Superhero Movie
- 2008 : Saving Grace (série télévisée) : Lisa
- 2008 : Big Fat Important Movie : Molly Duncan
- 2008-2009 : Greek (série télévisée) : Robin Wylie (3 épisodes)
- 2011 : Rizzoli & Isles (série télévisée) : PFC Abigail 'Abby' Sherman
- 2012 : In Plain Sight (série télévisée) : Casey Logan
- 2012 : NCIS : Enquêtes spéciales (série télévisée) : l'enseigne de marine Grace Watkins
- 2015 : Mad Men (série télévisée) : Clementine
- 2016 : New York, unité spéciale (Law & Order: Special Victims Unit) (série télévisée) : Janie Spears (saison 18, épisode 5)
- 2017 : Bull (série télévisée) : Kira Petrova
- 2017 : Law and Order True Crime (mini-série) : Noelle Terlesky (4 épisodes)